# ب‌ام‌و سری ۷ (اف۰۱)

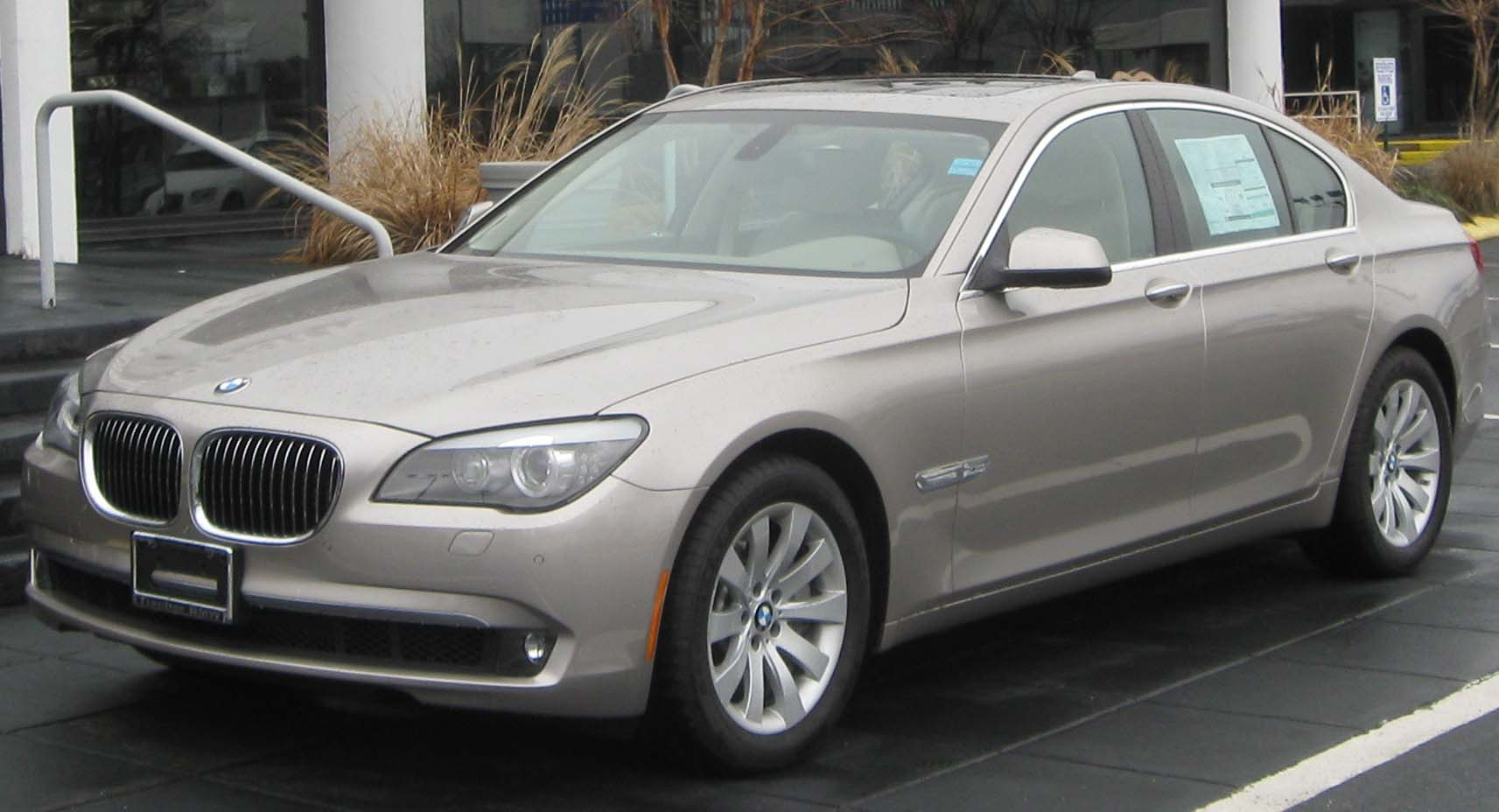

ب‌ام‌و سری ۷ (اف۰۱) (BMW 7 Series (F01)) یک سری خودرو است که از سال ۲۰۰۸ تا ۲۰۱۵ در آلمان، مکزیک، تایلند و مصر تولید می‌شده‌است.
این خودرو در کلاس خودرو سایز بزرگ قرار گرفته، طراحی آن خودروهای موتور جلو-محور عقب بوده‌است.